# Zruč-Senec
Zruč-Senec est une commune du district de Plzeň-Nord, dans la région de Plzeň, en République tchèque. Sa population s'élevait à 3 455 habitants en 2022.

## Géographie
Zruč-Senec se trouve à 9 km au nord du centre de Plzeň et à 81 km à l'ouest-sud-ouest de Prague.
La commune est limitée par Třemošná et Česká Bříza au nord, par Dolany à l'est, par Druztová au sud-est, et par Plzeň au sud et à l'ouest.

## Histoire
La première mention écrite de la localité date de 1252.

## Administration
La commune se compose de deux sections :
- Senec
- Zruč (en allemand : Srutsch)

## Transports
Par la route, Zruč-Senec se trouve à 9 km de Plzeň et à 98 km de Prague. 